# 戈羅姆戈羅姆縣
戈羅姆戈羅姆縣(Gorom-Gorom)是布基納法索內烏達蘭省的一個縣，首府為戈羅姆戈羅姆。